# DFG-Praxisregeln Digitalisierung
Die Praxisregeln „Digitalisierung“, die ursprünglich von der Deutschen Forschungsgemeinschaft (DFG) initiiert worden sind, bilden seit 2009 eine Grundlage für zahlreiche DFG-finanzierte Digitalisierungsprojekte für Text- und Bilddokumente des materiellen Kulturerbes aus deutschen Bibliotheken, Museen, Archiven und anderen bestandshaltenden Institutionen weltweit. Das Papier bietet eine Handlungsgrundlage mit wichtigen Hinweisen für die qualitätsvolle Planung und Durchführung von Digitalisierungsprojekten. Vielfach orientieren sich auch Institutionen außerhalb Deutschlands an den in den Praxisregeln versammelten Standards. Die Betreuung und Verwaltung der Praxisregeln oblag bis 2021 der DFG-Geschäftsstelle.

## Inhalte
Die Praxisregeln formulieren Standards und enthalten Informationen zu organisatorischen, methodischen und technischen Fragen im Kontext der Digitalisierung und Erschließung forschungsrelevanter Materialien. Der Schwerpunkt der Praxisregeln liegt hinsichtlich der Materialarten auf Textdokumenten, insbesondere auf Handschriften und frühe Drucken, sowie auf zweidimensionalen Bildquellen. Spezielle oder weitere Materialarten werden nicht genannt. Dieser Umstand soll zukünftig Beachtung finden (siehe unten Abschnitt „Neugestaltung“). Insgesamt lassen sich neun verschiedene Themenfelder ausmachen, die in den Praxisregeln zur Sprache kommen. Dazu gehören Angaben zu den Arbeitsabläufen – von der Auswahl des Materials und seiner Prüfung über den eigentlichen Digitalisierungsvorgang bis hin zur Erzeugung von Metadaten und der Langzeitsicherung. Der größte Teil ist den Themen „digitale Reproduktionen“ und „Metadaten“ gewidmet. Für die Herstellung von digitalen Reproduktionen werden besonders ausführliche Erläuterungen zu Scangeräten und Scanverfahren für zwei- und dreidimensionale Objekte gegeben, so etwa zu den Aspekten Bildauflösung, Farbtiefe und Dateiformat wie auch zu einzelnen Verfahren der Bildverarbeitung und -nachbearbeitung, der Bildkonversion und Sicherung von Bild-, Audio-, Video und 3D-Dateien. Metadaten werden vor allem hinsichtlich ihrer Kodierung, Formate und Inhalte sowie bezüglich verwendeter Standards, Referenzmodelle, Normdaten und kontrollierten Vokabulare behandelt. Ein weiterer Teil umfasst ausführliche Hinweise zur Volltextdigitalisierung, zur Verbindung zwischen digitaler Reproduktion und Metadaten sowie zur Nachnutzbarkeit digitaler Reproduktionen und Volltexte (inkl. Metadaten), zur Langzeitverfügbarkeit (Infrastruktur, Formate, Speichersysteme, Archivierungsprozess) und zum Erreichen persistenter Adressierbarkeit.

## Geschichte
Im Jahr 1997 wurde das DFG-Förderprogramm „Retrospektive Digitalisierung von Bibliotheksbeständen“ ins Leben gerufen, das den digitalen Zugang zu viel genutzten und schwer zugänglichen Beständen für Forschung und Lehre erleichtern sollte. Gleichzeitig stieg der Bedarf nach einheitlichen Regeln für die Digitalisierungspraxis. Die ersten Praxisregeln aus dem Jahr 2007 dokumentieren zunächst eine Übergangssituation von der Mikroverfilmung zur Digitalisierung. 2009 erschien mit den DFG-Praxisregeln „Digitalisierung“ erstmalig eine umfassende, breit wirksame Regelung. Der Schwerpunkt lag zunächst auf textuellen Quellen (u. a. Volltextdigitalisierung). Eine erste Überarbeitung erfolgte im Jahr 2013 mit einer größeren Aufmerksamkeit für nicht-textuelle, bildhafte Quellen. Im Jahr 2016 erfuhr das Papier im Zuge einer weiteren Bearbeitung eine starke Erweiterung auf über 80 Seiten, vor allem durch verschiedene Anhänge zu relevanten Daten- und Metadatenformaten. Die zunehmende Ausdifferenzierung der Inhalte betrifft in dieser Phase nicht nur die Quelldokumente bzw. -objekte, sondern auch das Thema Metadaten, welche für die Auffindbarkeit und Nachnutzbarkeit der digitalen Repräsentationen notwendig sind.

## Neugestaltung seit 2021
Nach den Jahren der Konsolidierung entstand vor dem Hintergrund einer hohen Dynamik der digitalen Transformation der zunehmende Bedarf auf Seiten der Fachgemeinschaften, das DFG-Förderprogramm zur Unterstützung von Digitalisierungs- und Erschließungsprojekten für alle wissenschaftlich relevanten Materialarten zu öffnen; eine entsprechende Neuakzentuierung wurde durch die DFG im Herbst 2020 vollzogen. In der Folge erschien es den Gremien der DFG nicht mehr sinnvoll, die Praxisregeln in der bisherigen Form weiterzuführen. Am 26. April 2021 fand aus diesem Grund ein DFG-Rundgespräch zum Thema „Selbstorganisation der Praxisregeln Digitalisierung“ statt. Die Fachgemeinschaften sind seit diesem Zeitpunkt aufgefordert, Qualitätskriterien und Standards in Selbstorganisation weiterzuentwickeln. Unter anderem die folgenden Punkte sind beim Rundgespräch hervorgehoben worden:
- Die Idee, ein interdisziplinäres und materialübergreifendes Hauptdokument zu erstellen, zu dem materialspezifische Spezifikationen erarbeitet werden. Als Vorbild für die Einzelpapiere können unter anderem die Handreichungen für mittelalterliche Handschriften, für Archivgut oder für historische Zeitungen dienen.
- Die neue Verteilung von Rollen und Aufgaben.
- Die Anwendung von Standards muss weiterhin im Begutachtungs- und Bewertungsprozess von DFG-Anträgen beachtet werden.
- Die Entwicklung sicherer Strukturen für die kontinuierliche Weiterentwicklung der Praxisregeln. Als mögliche Plattform für die Weiterentwicklung die Konsortien der Nationalen Forschungsdateninfrastruktur (NFDI) genannt, da diese sowohl Forschende als auch Infrastruktureinrichtungen im Blick haben. Die NFDI bietet eine optimale Ausgangsposition, um die Bedarfe der unterschiedlichen Forschungscommunities zu ermitteln und zusammenzufassen.
- Die Nachnutzung von Digitalisaten durch Forschende soll von vornherein bedacht werden.
- Forschende aus den fachlichen Communities sollten in künftige Aktualisierungen mit eingebunden werden.
- Für eine internationale Anschlussfähigkeit soll gesorgt werden.

Am 29. Oktober 2021 fand daraufhin eine erste Verständigung zwischen Vertretern von NFDI4Culture und der DFG-Geschäftsstelle statt, in der über ein koordiniertes Vorgehen beraten wurde. Erstmalig sollen vor dem Hintergrund der FAIR Data Principles die notwendigen Qualitätskriterien und Standards für die Digitalisierung und Erschließung in Eigenregie erarbeitet werden. Der Prozess wurde seit 2022 gemeinsam mit dem NFDI-Konsortium Text+ in die Wege geleitet, auch die weiteren geistes- und kulturwissenschaftlichen NFDI-Konsortien NFDI4Memory und, NFDI4Objects sind in den Prozess integriert.

## Aktualisierung 2022
In einem ersten Schritt wurde beschlossen, die DFG-Praxisregeln von 2016 zunächst in den wichtigsten Punkten zu aktualisieren. Die Überarbeitung des Textes wurde Ende des Jahres 2022 abgeschlossen. Der Text wurde auf 67 Seiten (inkl. Anhänge) gekürzt und ist im Februar 2023 in deutscher und englischer Fassung veröffentlicht worden.

## Ausblick
Die neuen Praxisregeln sollen zukünftig nicht mehr explizit unter der Ägide der DFG veröffentlicht werden. Stattdessen soll ein tragfähiges Rahmenwerk für die beteiligten Communities geschaffen werden, das eine einfache Zusammenarbeit und die Möglichkeit zur permanenten Aktualisierung der kommenden Fassungen (fächerübergreifendes Hauptdokument und community- oder materialbezogene Spezifikationen) bietet. Die Weiterentwicklung der Praxisregeln wird fortan in Eigenregie und Selbstorganisation der Akteure aus Wissenschaft und GLAM-Institutionen getragen. Leitend für diese Weiterentwicklung sind zunächst folgende Neuerungen:
- eine stärkere Orientierung am Arbeitsablauf in Projekten (Datenlebenszyklus)
- die Berücksichtigung des Qualitätsmanagements von Daten und Metadaten (FAIR Data Principles)
- die Ausrichtung an zukunftsrelevanten Technologien z. B. in Hinblick auf die Gewährleistung von Maschinenlesbarkeit v. a. im Bereich der Metadaten (Linked Open Data im Semantic Web)
- Unterstützung beim Umgang mit rechtebewehrten Objekten (Texte, Bilder, AV-Material) oder bei der Umsetzung der CARE Principles